# ونیان
ونجن (به سوئدی: Venjan) یک سکونتگاه مسکونی در سوئد است که در Mora Municipality واقع شده‌است.

## خصوصیات
ونجن ۲٫۰۱ کیلومترمربع مساحت و ۲۹۵ نفر جمعیت دارد.